# Dušan Alimpijević
Dušan Alimpijević (in serbo Душан Алимпијевић?; Lazarevac, 9 marzo 1986) è un allenatore di pallacanestro serbo.

## Palmarès

### Individuale
- ULEB Eurocup Coach of the Year: 1

Bursaspor: 2021-2022